# Call off the Search
Call off the Search är Katie Meluas debutalbum, utgivet den 3 november 2003.

## Låtförteckning
1. "Call off the Search" (Mike Batt) – 3:24
2. "Crawling up a Hill" (John Mayall) – 3:25
3. "The Closest Thing to Crazy" (Batt) – 4:12
4. "My Aphrodisiac Is You" (Batt) – 3:34
5. "Learnin' the Blues" (Delores J. Silver) – 3:23
6. "Blame It on the Moon" (Batt) – 3:47
7. "Belfast (Penguins and Cats)" (Katie Melua) – 3:21
8. "I Think It's Going to Rain Today" (Randy Newman) – 2:30
9. "Mockingbird Song" (Batt) – 3:06
10. "Tiger in the Night" (Batt) – 3:07
11. "Faraway Voice" (Melua) – 3:13
12. "Lilac Wine" (James Shelton) – 6:42